# Osa (villaggio)
Osa (in russo Оса́?; in buriato: Оһо) è un villaggio della Russia, situato nell'Oblast' di Irkutsk; è il centro amministrativo del distretto Osinskij.
Si trova sulla riva sinistra del fiume Osa (affluente dell'Angara) a 13 km dalla sua confluenza nel bacino di Bratsk, 140 km a nord di Irkutsk.